# Wingen-sur-Moder
Wingen-sur-Moder es una localidad y comuna francesa, situada en el departamento de Bajo Rin en la región de Alsacia.
La comuna se ubica en los límites  del Parque natural regional de los Vosgos del Norte.

## Demografía
| 1232 | 1458 | 1539 | 1550 | 1551 | 1484 |
| Para los censos de 1962 a 1999 la población legal corresponde a la población sin duplicidades (Fuente: INSEE [Consultar]) |      |      |      |      |      |

## Personajes célebres
- Édouard Teutsch (1832-1908) político y parlamentario en el
- René Lalique (1860-), artista vidriero y diseñador, destacado representante del estilo art déco, instaló uno de sus talleres en la localidad.
- Marc Lalique (1900 - , hijo de René, diseñador, contribuyó a consolidar la reputación de los talleres.
- Marie-Claude Lalique, hija de Marc, también diseñadora de joyas en vidrio.
- Alex Gulden, fundador de la « Manufacture de couverts y orfèvrerie d’Alsace A. Gulden » reputada por el diseño y calidad de sus productos de orfebrería.